# José Rumazo González
José Rumazo González Moya (Latacunga, 28 de agosto de 1904 - Quito, 26 de febrero de 1995) fue un escritor, historiador, paleógrafo y diplomático ecuatoriano.
Entre sus obras literarias más importantes destaca el poema épico Parusía, que debido a su extensión de más de 240.000 versos endecasílabos es considerado uno de los poemas más largos de la historia. Su bibliografía también incluye los poemarios: "Proa", "Altamar", "Raudal", "Soledades de la Sangre"  "Claridades en Vislumbres" y "Hacia lo inefable"; los dramas "Sevilla del Oro y La leyenda del Cacique Dorado"; y la novela "Andariegos". En su faceta de historiador publicó obras tales como "El Ecuador en la América Prehispánica", que ganó en 1933 el premio de la Academia Nacional de Historia, el libro "La región amazónica del Ecuador en el siglo XVI", los "Documentos para la Historia de la Audiencia de Quito" con información historiográfica de Pedro Vicente Maldonado en un total de ocho volúmenes. Presidió además el Instituto Ecuatoriano de Cultura Hispánica en dos ocasiones desde 1953 hasta 1957 y desde 1963 hasta 1969 y la Academia Ecuatoriana de la Lengua por casi una década entre 1975 y 1984.
A lo largo de su vida obtuvo varias distinciones entre las que se encuentran la Gran Cruz de la Orden “Cruzeiro do Sul” del Brasil, el Gran Oficial de la Orden Nacional al Mérito del Ecuador en el año 1976, el Premio Nacional Eugenio Espejo por su carrera literaria en 1987, entre otras.

## Reseña de su carrera

### Orígenes y primeros años

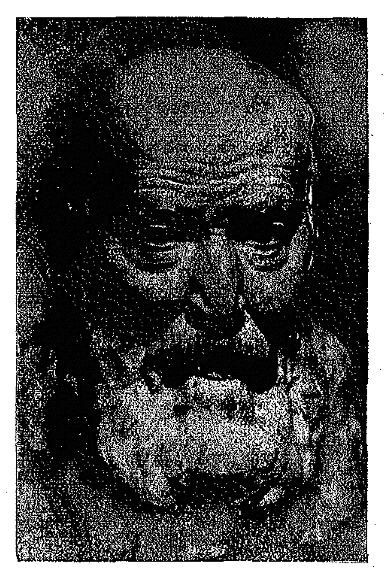
Escultura de su padre, por Luis Mideros

Nació en Latacunga, una pequeña ciudad en Ecuador el 28 de agosto de 1904. Sus padres fueron José Rumazo González nacido en 1850 y María del Carmen Ángela Emilia Moya Puyol nacida en 1869. Al nacer José su madre fallecería a consecuencia de un paro cardiaco por fiebre puerperal cuando tenía apenas treinta y cinco años. Su hermano, Alfonso tenía meses de nacido. Esto impactaría mucho en su vida y aumentaría la influencia que tendría su padre que se caracterizó por su  orientación política liberal y amistad con Juan Montalvo a quien acompañaría en su destierro en Ipiales en 1869. Además de su amor por la ciencia, puesto que había estudiado química, su padre también tenía preocupaciones culturales por lo que buscaría editar libros de autores como Pedro Fermín Cevallos, Luis A. Martínez, Juan Benigno Vela entre otros, lo que influiría a su vez en sus dos hijos Alfonso y José que terminarían fundando la "Biblioteca Ecuatoriana" años posteriores. Esto lo haría junto a su amigo, el ambateño Salvador Porras Garcés con quien fundarían la "tipografía y encuadernación de Porras y Rumazo González".
Además, José Rumazo padre actuó como un benefactor al adquirir una casa que originalmente perteneció a Juana Angueta y fue donada al convento de Santo Domingo de Latacunga. Rumazo compró esta propiedad en 1894 con la intención de transformarla en una institución de caridad para el cuidado de huérfanos y personas de bajos recursos. Además, en 1888, influyó para que las Madres Betlemitas se establecieran en Latacunga y tomaran a su cargo el Colegio Vicente León como escuela para niñas. La institución se llamaría "Asilo de la Caridad de San José". Los hijos Alfonso y José se educaron con el presbítero José Raimundo Torres. Se mudarían a Quito, mientras su padre deterioraba su salud, puesto que padecía de vértigo de Meniere y se instalaron en la casa de la madre y hermanas solteras de su tutor, José Raimundo Torres. Su padre moriría en 1935 a la edad de 82 años. En Quito, conocerían al historiador y arqueólogo Federico González Suárez y además estudiarían en el Seminario de San Luis donde tendrían una educación rica en el mundo clásico.
Juntos los hermanos Rumazo González fueron fundadores de la Nueva Acción Republicana Ecuatoriana (NARE), una asociación política que tenía como objetivo la formación del hombre en cuanto individuo y en cuanto elemento social, publicado en un programa mínimo de acción inmediata en 1933. A su juicio el instituto nació para "esforzarse por crear un ambiente propicio a la libre organización y desarrollo de los partidos políticos." Los problemas a resolver fueron los siguientes: la religión, la enseñanza, el Ejército, Política y Administración, partidos políticos, descentralización, colonización y regadío, la familia y la mujer, salud e higiene, el ámbito internacional y una reforma constitucional. Además, junto a su hermano fundaron la Biblioteca Ecuatoriana con el fin de publicar las obras de autores de ese país sin que importe el momento histórico cuando fue escrito, enfocándose en los clásicos. Tampoco distinguieron las disciplinas en la editorial publicando libros de historia, literatura, filosofía, ciencia, arte, etc. Juntos buscaron hacer accesible las grandes obras de Ecuador para todos, por lo que decidieron tener suscripciones "a precios inalterables: tres sucres por cada volumen".
Las publicaciones de la Biblioteca Ecuatoriana superan la veintena de volúmenes y entre los autores destacados fueron Remigio Romero y Cordero, Belisario Quevedo, Alfredo Baquerizo Moreno, Mary Corylé y Medardo Ángel Silva.

### Investigaciones arqueológicas
Debido a la época en la que vivió José, sus publicaciones históricas se vieron muy influenciadas por los descubrimientos antropológicos y arqueológicos de la primera mitad del siglo XX. Esto se puede ver en su trabajo "Ecuador en la América Prehispánica". El estudio divide la historia de Ecuador en los primeros pobladores, los indígenas preincásicos y los incas. En el primer caso, José Rumazo González recuenta las teorías de los primeros pobladores desarrolladas especialmente por Paul Rivet durante su visita a Ecuador junto a los científicos que acompañaron a la segunda misión geodésica. Ahí nos sugiere que la población del continente americano se dio tanto por tierra como por mar, por lo que los indígenas ecuatorianos (en palabras de José Rumazo) tienen ascendencia de "melanesio, de malayo, de polinesio, tal vez de asiático y de australiano". Además, después de los primeros pobladores, los indígenas preincásicos, gracias a los restos arqueológicos estudiados por el antropólogo alemán Max Uhle, tuvieron ascendencia Maya, especialmente los que habitaron en Cañar y Azuay.
Además de la historia antropológica, Rumazo también colaboró dentro del proyecto para crear la "Biblioteca Ecuatoriana Mínima", liderado por Aurelio Espinosa Pólit. Aquí desarrolló un estudio sobre Pedro Vicente Maldonado que se publicaría dentro del libro "Prosistas de la Colonia". Para José Rumazo, la vida de Maldonado se podía resumir en "un camino, una carta geográfica y unas memorias", haciendo referencia a la carretera de Quito Esmeraldas que creó Maldonado, el primer mapa de la Real Audiencia y a su trabajo como naturalista, respectivamente. Todo esto lo realizó a partir de sus investigaciones en el Archivo de Indias.

### La paleografía de los Libros del Cabildo
El Ilustre Concejo Municipal con motivo del aniversario número 400 de la fundación de San Francisco de Quito le confió el desciframiento y publicación de ambos Libros del Cabildo, los ejemplares más antiguos del archivo municipal y que en total abarcan cerca de diecisiete años, desde 1534 hasta 1551.  El "Libro verde" que consta en total de 270 folios fue escrito en su mayor parte con tinta negra verdosa, que anteriormente se preparaba con sulfato de hierro, nuez de agalla, agua y goma. Este había sido escrito por los principales escribanos de Quito: Gonzalo Díaz, Gómez Mosquera, Cristóbal Rodríguez, Pedro de Valverde, Antonio Ruiz, Alonso de Villanueva, Gonzalo Yánez Ortega y Diego Méndez. Rumazo registra los distintos estilos de escritura, advierte los errores ortográficos y un estilo oral. Anteriormente había sido parcialmente descifrado por Pablo Herrera, lo que sería publicado en "Apuntes para la Historia de Quito. Su trabajo se enfocó especialmente en el segundo libro que no había sido descifrado, ni siquiera parcialmente y que complementaba al primero que contenía sobre todo las actas fundacionales de la ciudad. A juicio de Rumazo González "Uno y otro volumen forman un solo conjunto; son los mismos sucesos y personajes". Trabajó con Cristóbal de Gangotena y Jijón, Alfonso Antonino Jerves Machuca y tuvo como ayudante a José Gabriel Garcés.
Además, sus investigaciones históricas influyeron en el debate sobre la fecha de la fundación de Quito, un tema central para la conmemoración del Cuarto Centenario de la ciudad. En 1932, publicó un artículo en la Gaceta Municipal cuestionando la fecha del 28 de agosto establecida por la historiografía oficial, argumentando que el 6 de diciembre, día en que Sebastián de Benalcázar ingresó a la ciudad, era la fecha que realmente debía recordarse. Rumazo sostenía que la definición de la cuadrícula espacial era más significativa que la inauguración administrativa del Cabildo. Este planteamiento generó una discusión en torno a si la fundación como ciudad de españoles debía considerar el establecimiento del Cabildo el 28 de agosto o el empadronamiento y constitución del vecindario español el 6 de diciembre, influyendo en la manera en que se articuló el discurso hispanista durante las celebraciones del centenario. De igual forma en 1945 haría un estudio sobre la ciudad de Guayaquil que se titularía "Guayaquil alrededor de 1809" y sería publicado en el Boletín de la Academia Nacional de Historia, vol. XXV.

### Vida familiar
Se casaría en la década del treinta con Eugenia Arcos Proaño, hija del Dr. Rafael Arcos de quien heredó una casa esquinera en el centro histórico de Quito, ubicada en las calles García Moreno y Esmeraldas, en el tradicional barrio de Santa Bárbara, cerca de la iglesia homónima. La mantendrían en su propiedad hasta el año de 1965 cuando sería vendida a la pareja Sánchez y Naveda. Dicha propiedad ahora es considerada patrimonial y por lo tanto se encuentra protegida por el municipio de la ciudad, debido a su historia y arquitectura tradicional: está construida con adobe en las paredes, baldosas de piedra en el patio principal, lo que se combina a su vez con piedra bola en los corredores bajos, tablas en los corredores altos y teja cocida.  Su esposa le acompañaría y colaboraría con él en sus misiones diplomáticas e históricas y juntos tendrían a su hijo José. Además, su hermano Alfonso Rumazo González se mudaría a Venezuela, donde desarrollaría su carrera junto al importante escritor venezolano Vicente Lecuna. Alfonso se destacaría como historiador y biógrafo de los próceres de la independencia de Sudamérica y tendría a su vez una hija, Lupe Rumazo, quien es también una reconocida escritora en Ecuador.

### Las Misiones Especiales y la integridad territorial
Durante su estancia en Europa, José Rumazo González buscó estudiar en Alemania en mayo de 1939 para profundizar en su conocimiento sobre Filosofía de la Historia. Sin embargo, sus planes se vieron frustrados a finales de ese mismo año debido al estallido de la Segunda Guerra Mundial, lo que lo obligó a regresar a Sevilla, donde iniciaría sus investigaciones en los archivos. De esta manera empezaría Rumazo González a recopilar y digitalizar documentos del Archivo General de Indias, trabajo que hacía mientras vivía en España por razones diplomáticas. Esto lo logró gracias a que recibió una beca del Congreso Nacional, específicamente destinado a ello. Durante su estancia ahí encontraría el testamento de Sebastián de Belalcázar lo descifraría junto a Garcés y lo publicaría recibiendo el reconocimiento tanto de historiadores ecuatorianos como colombianos. 

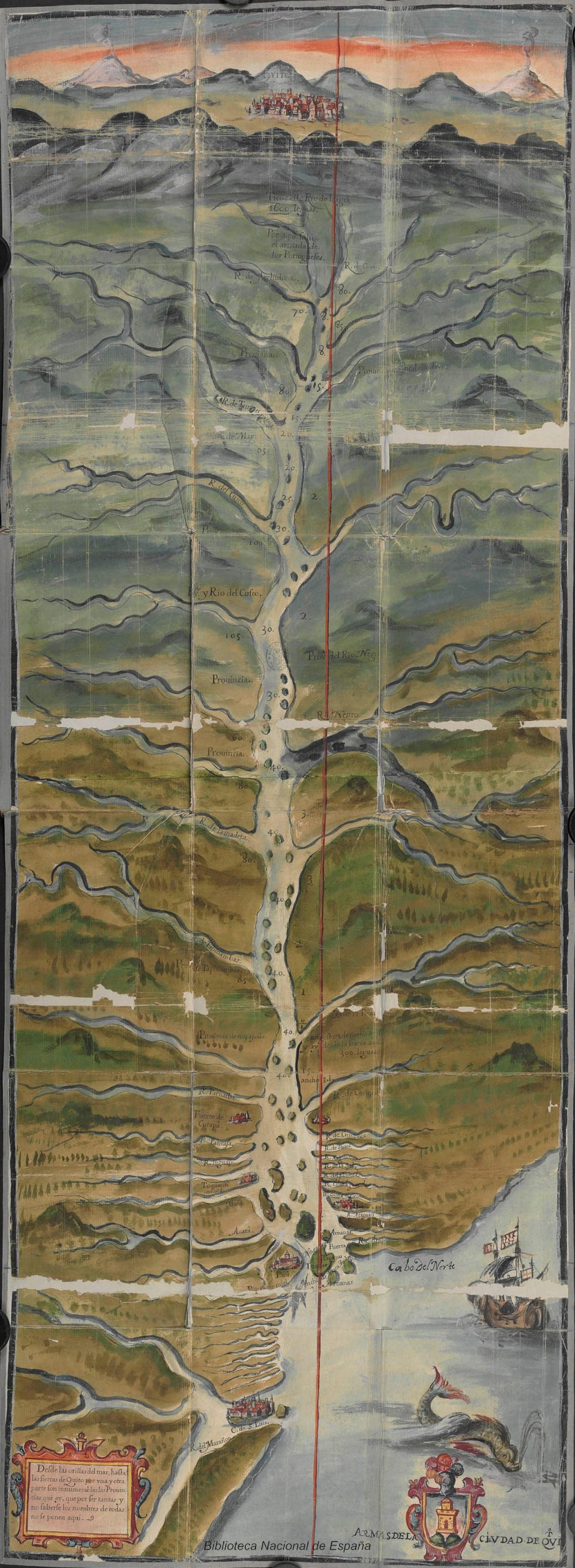
Mapa del río Amazonas y su cuenca que incluyó José Rumazo en "La región amazónica del Ecuador"

De esta manera formaría parte de lo que en Ecuador se llamaron "Misiones Especiales", comprendida entre finales del siglo XIX e inicios del siglo XX, para recopilar documentación historiográfica a través de enviados especiales designados por el gobierno para investigar en archivos españoles, con el fin de elaborar argumentos jurídicos que sustentaran la integridad territorial del país frente a las disputas con Perú y Colombia. Las misiones de Segundo Álvarez Arteta y Enrique Vacas Galindo durante la presidencia de Eloy Alfaro marcaron un inicio en esta labor de recopilación. Posteriormente, José Rumazo González junto al genealogista Cristóbal Gangotena y Jijón continuarían esta tarea en las primeras décadas del siglo XX, gestionando y listando documentación relevante en archivos como el de Indias en Sevilla. El trabajo de estos enviados especiales se enmarca en una concepción del archivo no solo como un repositorio de información, sino también como un instrumento activo en la producción de conocimiento y la defensa de los intereses del Estado.
Para ello Rumazo González lideró un equipo que microfilmó miles de páginas históricas, donde colaboraron Ricardo Muñoz Chávez y Hernán Malo González. El doctor Javier Ortiz de la Tabla tomó la dirección tras la partida del equipo ecuatoriano, ante lo cual bautizaron el proyecto como "José Rumazo González" en su honor, como un reconocimiento a su figura como "gran historiador". A través de esto se logró investigar la concesión de un estandarte y los títulos de Muy Noble y Muy Leal a la ciudad de Cuenca.
La documentación reunida en la Serie "Misiones Especiales" se convirtió en un pilar fundamental para la construcción de una narrativa histórica "territorialista" en Ecuador, basada en el principio del uti possidetis, e influyó significativamente en la historiografía y en la educación, moldeando la conciencia nacional en torno a la defensa de la integridad territorial a lo largo del siglo XX.
Como producto de esto, Rumazo González publicaría un estudio histórico titulado "La Región Amazónica del Ecuador en el Siglo XVI" con el Consejo Superior de Investigaciones Científicas que formaría parte del Anuario de Estudios Americanos publicado por la misma institución en 1936. Ahí narra la historia inicial de Ecuador desde la fundación de Santiago de Quito por los conquistadores Diego de Almagro y Sebastián de Belalcázar, y cómo a partir de ello se llevaron a cabo las primeras campañas en busca de El Dorado. Continúa detallando las distintas expediciones que se realizaron a la región amazónica por los exploradores Gonzalo Díaz de Pineda, Gonzalo Pizarro, Francisco de Orellana, Gil Ramírez Dávalos, Rodrigo Núñez de Bonilla, Alonso de Bastidas, Vázquez de Ávila, Palomino Vergara y Porcel y Juan de Salinas de Loyola. Por último, termina detallando el inicio de las misiones en el Amazonas.
El libro al ser publicado con el instituto histórico de Sevilla es rico en documentación importante de la época e incluye varios mapas e ilustraciones geográficas dentro de las que destaca el "Mapa del río Amazonas y su cuenca", que sería publicado originalmente en el libro titulado "Descubrimiento del Río Amazonas" de Martín de Saavedra en el año 1639. A juicio de José Rumazo, las sociedades y su relación con el pasado se basaban en la historia, por lo que "La forma de perdurabilidad de la historia yace en el mito. El resto es efímero".
Además, como resultado de su trabajo historiográfico nació un libro publicado en ocho volúmenes entre los años 1948 a 1950 en Madrid, titulado "Documentos para la Historia de la Audiencia de Quito. Pedro Vicente Maldonado" que recopila información del importante científico del siglo XVIII. Esta publicación sería el inicio de un total de ciento ochenta tomos, cada uno de 500 páginas aproximadamente, que contienen documentos históricos que había microfilmado en el Archivo de Indias junto a su esposa Eugenia Arcos Proaño. Después de la publicación de los Documentos, el científico español Gregorio Marañon se refirió a ellos diciendo: "Séame permitido alabar esta publicación, verdadero monumento, indispensable, no sólo para la Historia del Ecuador, sino para la de España."Por esta publicación fue además fue destacado junto con Jorge A. Garces y Julio Estrada Ycaza al ser considerado como un investigador importante y sus colecciones documentales fueron calificadas de "cruciales" para poder conocer sobre la historia del Ecuador colonial. Además sus estudios sobre el Río Amazonas le sirvieron a Jorge Carrera Andrade para sus ensayos históricos que se publicarían traducidos al francés bajo el título de "Portrait culturel de l'Équateur".

### Carrera diplomática

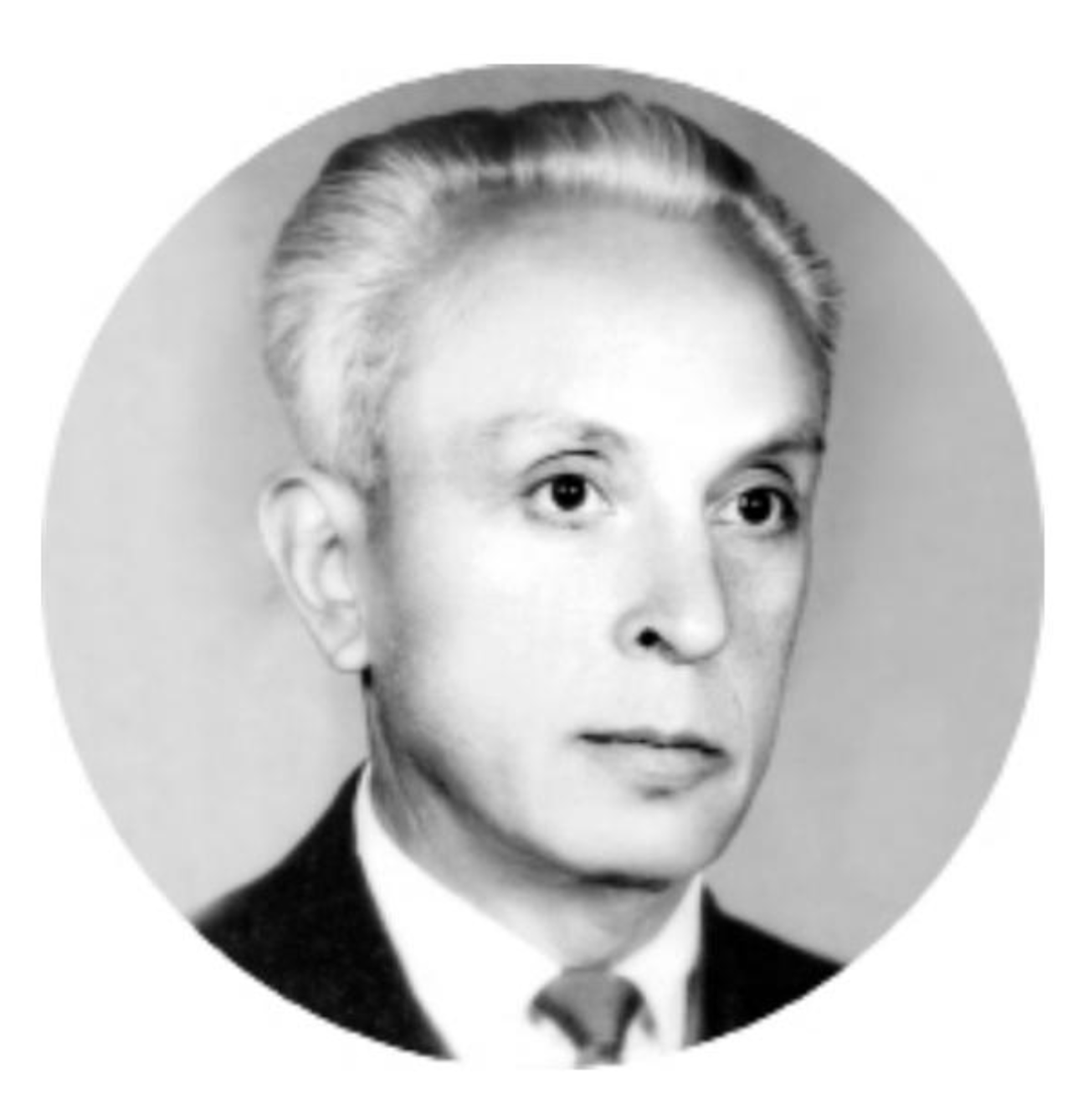
Foto de José Rumazo González que reposa en las infografías de Valores Humanos de Latacunga. Contenedor Cultural Casa de los Marqueses.

José Rumazo González desarrolló una carrera diplomática que se inició en el servicio consular, desempeñando los cargos de Cónsul en Sevilla, desde el 9 de enero de 1934; posteriormente, Cónsul en Cádiz, a partir del 23 de mayo de 1938. En este periodo, también fue Cónsul de Primera en Sevilla, desde el 23 de mayo de 1938 hasta el 19 de noviembre de 1946; y estuvo a cargo del Consulado General de Lisboa, entre octubre de 1943 y junio de 1944. Su trayectoria consular culminó con su designación como Cónsul de Primera en Barcelona, desde el 19 de noviembre de 1946 hasta el 1 de octubre de 1947. Paralelamente a estas funciones, Rumazo González participó en diversas misiones especiales, como Comisionado de Investigaciones Históricas en los Archivos de España, entre 1934 y 1951; y como delegado a congresos internacionales, incluyendo el II Congreso de Bibliografía, 1935; y la Asamblea de Americanistas en Sevilla, 1943.
Su transición al servicio diplomático lo llevó a España, donde se desempeñó como Consejero Encargado de Negocios, desde el 10 de julio de 1947 hasta el 13 de julio de 1951; y posteriormente como ministro consejero, desde el 17 de agosto de 1953 hasta octubre de 1955. Durante este periodo, también representó a Ecuador en la III Sesión de la Asamblea de la UNESCO en Bayreuth, 1948; y en el II Congreso de la Unión Postal de las Américas y España en Madrid, 1950; así como en el Primer Congreso de Cooperación Intelectual, Madrid, 1950. De vuelta en el Ministerio de Relaciones Exteriores, ocupó los cargos de Jefe del Departamento Consular y de Comercio, entre agosto y diciembre de 1950; y Director General del Servicio Exterior, desde diciembre de 1951 hasta octubre de 1955; llegando a ser Subsecretario Interino durante 1953.
La etapa final de su carrera diplomática se caracterizó por sus roles como Enviado Extraordinario y Ministro Plenipotenciario en Honduras, desde diciembre de 1956; siendo ascendido a Embajador el 24 de junio de 1958 y permaneciendo hasta septiembre de 1960; Embajador Extraordinario y Plenipotenciario en Argentina, entre octubre de 1963 y junio de 1964; en Uruguay, desde junio de 1964 hasta julio de 1966; y en Panamá, a partir de 1967. Adicionalmente, fue Miembro de la Comisión de Estudios e Investigaciones del Ministerio de Relaciones Exteriores con rango de Embajador, desde agosto de 1966; Subsecretario General del Ministerio de Relaciones Exteriores, septiembre de 1966; y ministro interino de Relaciones Exteriores, también en septiembre de 1966. Su participación en misiones especiales continuó, incluyendo su designación como Embajador Extraordinario y Plenipotenciario a la Transmisión del Mando Presidencial en Honduras, 1957; y su labor como delegado en diversos congresos y reuniones internacionales hasta la década de 1980.

### El Instituto Ecuatoriano de Cultura Hispánica

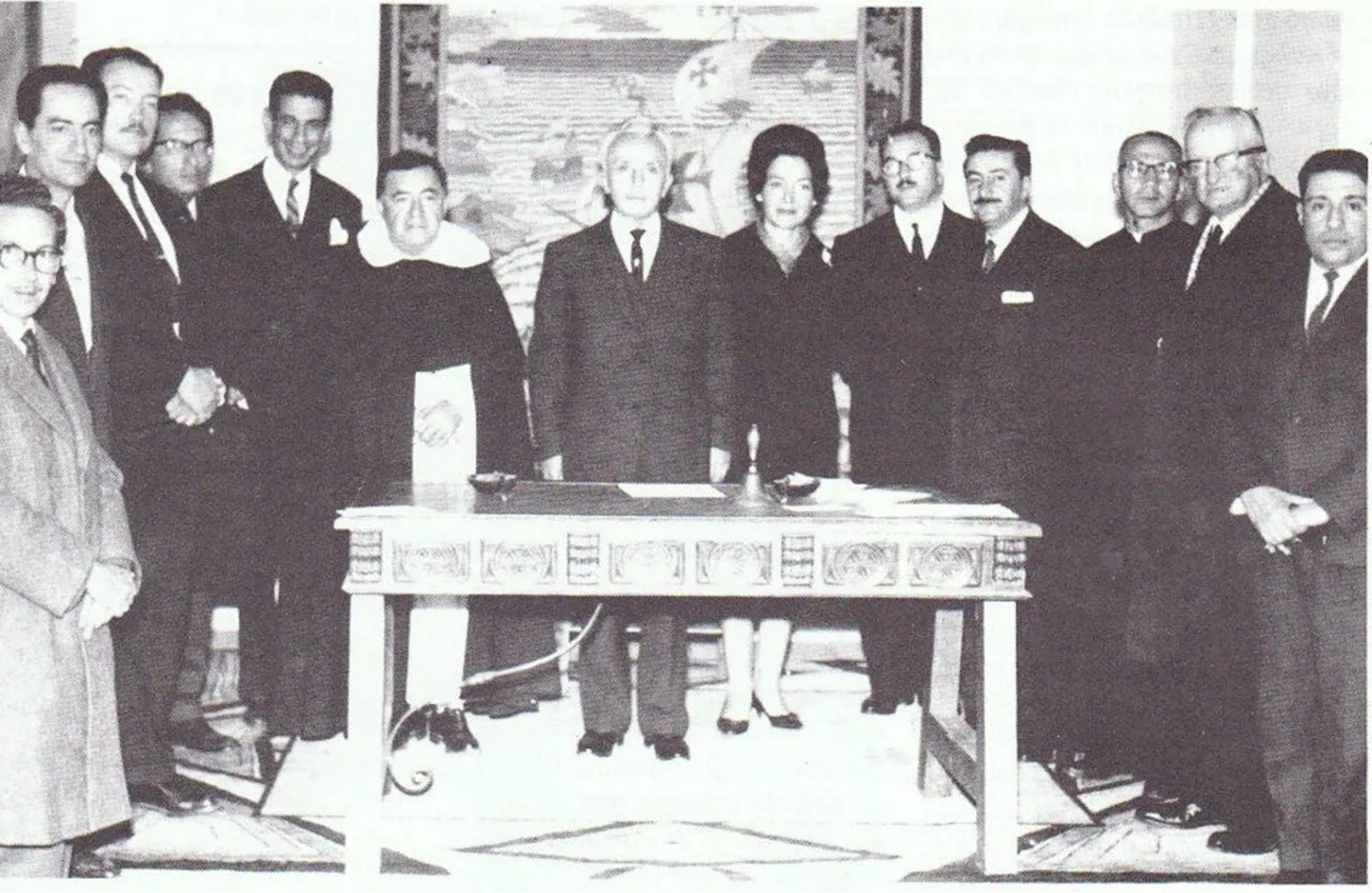
José Rumazo González como presidente del Instituto Ecuatoriano de Cultura Hispánica. A su derecha, el historiador José María Vargas.

José Rumazo González desempeñó un rol significativo en el Instituto Ecuatoriano de Cultura Hispánica, una institución fundada en 1947 con el objetivo de defender y desarrollar la cultura hispánica en Ecuador, basándose en ideales católicos y fortaleciendo la tradición histórica de Ecuador. Rumazo fue elegido presidente del Instituto en 1953 hasta 1957, sucediendo a otros investigadores como Carlos Manuel Larrea en 1947, José Gabriel Navarro en 1948, Gonzalo Zaldumbide en 1949 y Julio Tobar Donoso en 1951. Cuando asumió el liderazgo de la institución en 1953 se empezó a publicar la revista titulada "Cultura Hispánica" con el primer volumen publicado en tres entregas, la primera en junio, la segunda en julio y agosto, y la tercera al final del año.
Durante el primer año de su presidencia, recibiría al escritor Camilo José Cela en su visita a Ecuador. La Academia Ecuatoriana de la Lengua organizó una mesa redonda en su honor donde intervendrían Alicia Yánez Cossío, con su trabajo «Relectura de La colmena»; Susana Cordero de Espinosa, con «Pascual Duarte, ese ‘extranjero’»; Jorge Salvador Lara, con «Viaje a la Alcarria»; y Hernán Rodríguez Castelo, con la obra «Mazurca para dos muertos: la serena plenitud».
Camilo José Cela replicaría con su escrito titulado "El Ecuador, entre montes" donde se referiría a José Rumazo:

El Ecuador, celoso -y hace bien- de tantas y tantas otras cosas, es dadivoso con su enseñanza, como si se supiera depositario de un alto deber. Y el cronista, al aprender los primeros compases de la solfa del Ecuador, pronto adivinó, allá en el remoto trasfondo de su memoria, que un baño de bendición estaba empezando a caer, galanamente, sobre su espíritu. ¿Verdad, Pepe Martínez Cobo, que es así? ¿Verdad, Pepe Rumazo, que no miento? ¿Verdad, Víctor Chiriboga, que estoy diciendo la verdad? ¿Verdad, Nicolás Delgado, tú que tanta horas ecuatorianas te hiciste a mi vera, que soy incapaz -¡válgame Dios! – de decir una cosa por otra? El cronista, al llegar al Ecuador, al pisar el suelo del Ecuador, cerró los ojos, quizá para ver mejor, y empezó a andar en silencio, por sus largos caminos, aquellos caminos de la mitad del mundo, que llevan, para arriba y para abajo, hasta los mismos confines del mundo.
Cela - La rueda de los ocios, 1957

Después sería elegido para un segundo periodo desde el año de 1963 hasta 1969. Durante sus primeros años, el Instituto organizó diversas actividades académicas y culturales, como conferencias sobre la cultura española y su aporte a la ciencia, conmemoraciones del 12 de octubre y del quinto centenario del nacimiento de Isabel La Católica, así como exposiciones artísticas. Además en 1963, junto a Humberto Toscano organizarían un Homenaje a la obra de Gonzalo Zaldumbide que se celebraría el 14 de junio que se celebraría en la Biblioteca Provincial de Bilbao.
En los últimos años de su vida sería nombrado Director Honorario de la Academia Nacional de Historia del Ecuador, antes llamada Sociedad Americana de Estudios Históricos Ecuatorianos. Junto a esta institución participaría en el "Simposio por los 250 años de la misión científica Franco-Española a la América Ecuatorial" junto a renombrados historiadores como Jorge Salvador Lara, Ricardo Descalzi, Plutarco Naranjo, Hernán Crespo Toral, Juan Valdano Morejón, Antonio Lafuente, Demetrio Ramos, Eduardo Estrella y José María Vargas. Ahí presentaría su ponencia titulada "Llegada de la Misión Geodésica al Ecuador según documentos del archivo de Indias".

### La Academia Ecuatoriana de la Lengua

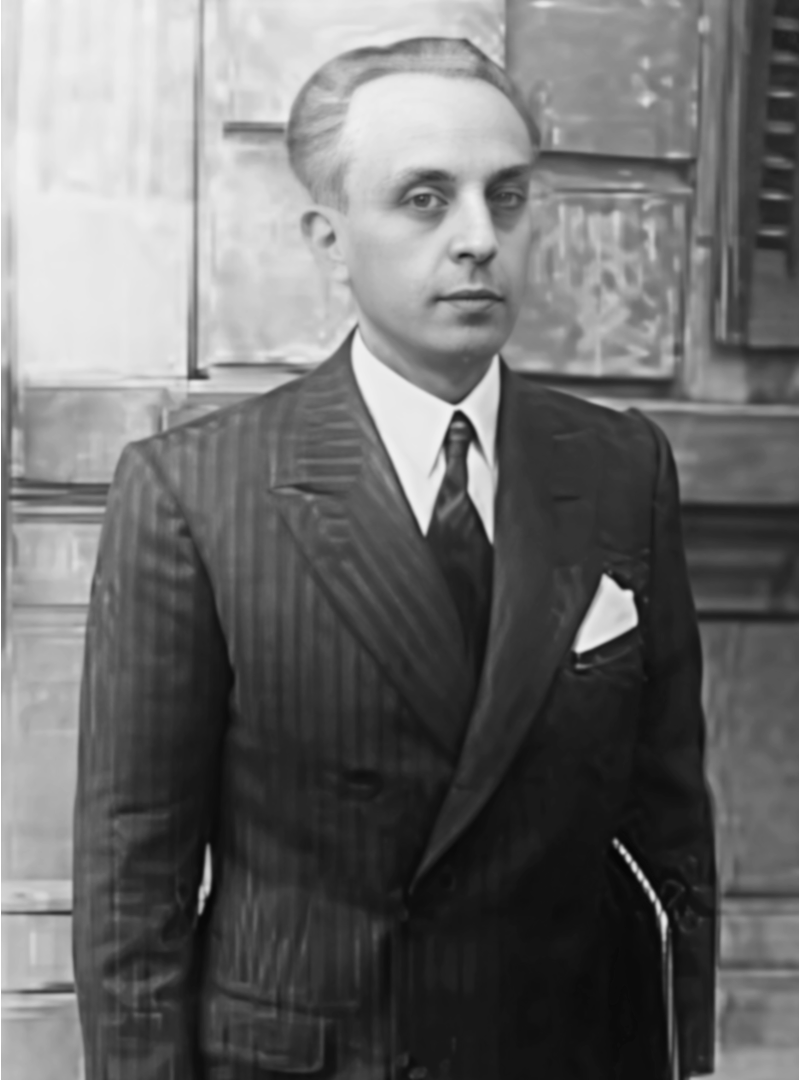
Rumazo González, Presidente y "Director de Honor" de la Academia Ecuatoriana de la Lengua

Rumazo González formó parte además de la Academia Ecuatoriana de la Lengua siendo Miembro de Número en 1965 y Presidente por nueve años desde 1975 hasta 1984. Como el IX Director de la Academia, desempeñó un rol importante en la primera restauración de la sede de la ciudad de Quito de dicha institución. Su gestión permitió obtener una asignación efectiva de fondos, lo que posibilitó el inicio de las obras de reconstrucción del edificio según los planos ya existentes. Además, tuvo que gestionar la desocupación del inmueble, un paso necesario para que la restauración pudiera llevarse a cabo. Este proceso se llevó a cabo desde 1977 hasta 1982.
Participó además en el Quinto Congreso de Academias de la Lengua Española, como parte de la VI Comisión como vicepresidente. Manuel Mujica Láinez presidió la comisión, Roque Gaona fue relator y Sinán, representante de Panamá fue secretario. Ahí se debatió una propuesta de la "Comisión de Régimen Académico" para organizar una Academia de la Lengua Española en los Estados Unidos, Rumazo se manifestó en contra de esta iniciativa, postura que compartió con otros delegados como Tamayo Vargas, Cristián Rodríguez, Lapesa y Fonfrías. Finalmente, la propuesta fue rechazada por una gran mayoría. En segundo lugar, Rumazo intervino en un debate prolongado sobre una ponencia aprobada por la Comisión V. La discusión se centró en la vigilancia del lenguaje y el uso de "vulgarismos, neologismos y localismos". Rumazo González fue uno de los delegados que participó y recomendó la vigilancia sobre el uso de estos términos. Sus argumentos para oponerse a una Academia de la Lengua Española en Estados Unidos eran principalmente dos, la vinculación entre lengua materna y territorio, (a juicio de Rumazo deben existir Academias allí donde se habla la lengua y en esa época la migración hispana no estaba cerca a los niveles actuales), y la importancia de la literatura. En 1982 organizaría un homenaje fúnebre en honor a Julio Tobar Donoso y años más tarde recibió como Miembro a Jorge Isaac Cazorla, a quien además prologaría un libro titulado "Metanoia de Juan Montalvo". Después de ser su presidente, sería nombrado "Director de Honor" hasta su fallecimiento.

### Publicaciones literarias

#### Inicios entre lo clásico y la vanguardia

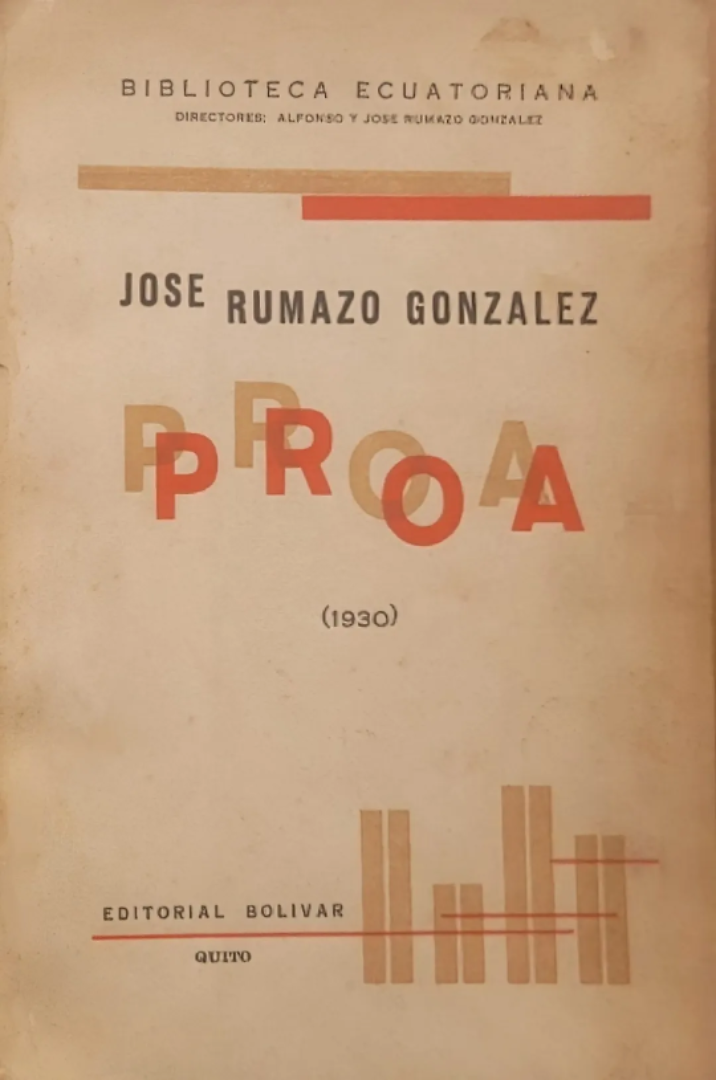
Proa, el primer poemario de José Rumazo González, parte de la "Biblioteca Ecuatoriana" publicado por la "Editorial Bolívar" que él y su hermano presidían.

Su carrera literaria empezaría con la publicación de dos poemarios "Proa", "Altamar", una selección de cuentos y un ensayo que determinaba la teoría de su obra literaria titulado "El nuevo clasicismo en la poesía". A través de este último escrito, el autor haría un recorrido por el arte, la ciencia, la filosofía y el psicoanálisis durante las últimas décadas para determinar la dirección que tomarían sus escritos con su frase final "El arte moderno es arte clásico. Esta es el más auténtico retorno al clasicismo. Clásico quiere decir actual e imperecedero." Su poesía sería bien recibida y escritor Nicolás Jiménez haría una crítica inicial de su obra en 1933, afirmando que por lo vanguardista de su obra, hace veinticinco años atrás no habría sido comprendida.
Su primera poesía formó parte del vanguardismo en Ecuador y se vio influenciada por la publicación de Altazor del poeta chileno Vicente Hidobro e incluyó como un ensayo dentro del poemario la concepción teórica de su arte titulado "El Anfimetamorfismo". Esta palabra compuesta significa anfi: dos lados, meta: más allá, y ferein: llevar; con el fin de conseguir de esta manera el "doble o múltiple sentido de la palabra". Es decir, la metáfora desdoblada con más de un sentido.
Su obra vanguardista, sin embargo, sufriría el mismo rechazo que la obra de Pablo Palacio y Gonzalo Escudero, debido a la primacía del proyecto literario vinculado al realismo socialista encabezado por Joaquín Gallegos Lara en los años 30. Asimismo, José Joaquín Silva escritor conocido por su obra de denuncia "Calabozo 51", consideraba que las "vibraciones tardías del ciclo vanguardista" eran equivalentes al arte "escolástico, religioso, clásico", es decir el arte oficial. Por esta razón la poesía de Escudero y la narrativa de Palacio serían consideradas en el mismo plano que el estudio de Rumazo titulado "El Anfimetamorfismo" y el poemario "Altamar". Además consideraban a Rumazo, por sus filiaciones políticas con NARE, como un escritor militante de la derecha política cuya obra, aunque innovadora en las formas, debía ser combatida por los intelectuales de izquierda. Por esta razón los "ismos" literarios fueron considerados como parte de la "derecha literaria" ya que a juicio de la crítica ecuatoriana de ese entonces, "el intelectual revolucionario debía proporcionar a las clases oprimidas su voz de protesta en sus obras."
Por otro lado, José Rumazo no se limitó a la obra literaria y gracias a que fue amigo del pintor Victor Mideros, también incursionaría en la crítica de arte. Ya desde el inicio de su carrera se había sentido atraído por el arte publicando en 1929 su ensayo titulado "Del romanticismo a la intelectualización del arte". Además publicaría un ensayo titulado "El arte de Mideros", allí comparó al pintor en marras con los pintores de la Escuela Quiteña y lo destacó como un pintor religioso y definió a su expresionismo como constructivismo plástico. Los hermanos Rumazo tenían una relación cercana con el pintor, quien llegó a diseñar la portada para el libro de Alfonso, "Vibración Azul", así como también la portada del poemario "Altamar".

#### Escritos metafísicos e históricos
Después, durante la década del cincuenta durante su estadía como cónsul en España publicaría los poemarios "Raudal" (que forma parte de la colección "Más Allá"), "Soledades de la sangre", "El amor soñado en la muerte", complementándolo a su vez con la novela "Andariegos" y los dramas llenos de elementos míticos "Sevilla del oro y La leyenda del cacique dorado". El poemario "Raudal" es un puente entre sus primeras publicaciones y esta segunda etapa ya que a testimonio del autor, los versos fueron escritos en su mayoría en 1932. Los versos se dividen en los de arte mayor y arte menor que adoptan la forma de cuartetos o serventesios alejandrinos, con una vocación de lo épico y simbólico. Contiene un poema homónimo que explica la elección del título debido a su extensión, al ser un raudal de estrofas repletas de imágenes y metáforas. Lo abstracto de los temas poéticos contrastan con sus dramas que tratan tópicos históricos. Esta obra fue además comparada con el modernismo de Díaz Mirón y de Salvador Rueda.
Sus dramas, "Sevilla del oro y La leyenda del cacique dorado", publicados en 1948, marcando el inicio de su temática historicista que continuaría en "Soledades de la sangre". Se trata de dos dramas independientes pero históricamente relacionados, escritos durante su investigación en el Archivo de Indias de Sevilla. "Sevilla del Oro" es una tragedia sobre la fundación de una villa y los conflictos pasionales entre conquistadores e indígenas, mientras que "La leyenda del cacique dorado" es una comedia en prosa con un estilo poético. La obra fue bien recibida, destacándose su belleza poética, su aporte al teatro histórico colonial y su exploración de la idea de utopía y el reencuentro entre paisajes españoles y la nostalgia ecuatoriana.
Por su parte, el poemario "Soledades de la sangre" presenta un estilo más histórico que barroco (a pesar de la referencia literaria a Góngora en su título). El libro, dedicado a Melchor Fernández Almagro, refleja una nueva etapa en su obra, centrada en la historia de Ecuador, aunque manteniendo elementos de su poesía inicial. La obra fue elogiada en revistas hispanoamericanas y en Ecuador, destacándose su dualidad entre simbolismo y naturalismo ahora aplicado a contenidos históricos. Críticos resaltaron la profunda conexión del autor con España y la importancia de su faceta de historiador para comprender su poesía, la cual se considera un reencuentro entre América y España.
Por otro lado, "El amor soñado en la muerte" fue su quinto poemario, publicado en Madrid en 1950 junto a "Raudal" y "Soledades de la sangre". A diferencia de sus obras anteriores, esta se centra principalmente en reflexiones filosóficas sobre la existencia humana, como la muerte, el amor y la brevedad de la vida, expresadas en una poesía de métrica definida, frecuentemente en endecasílabos. Recibió una acogida positiva, siendo considerada una obra de alta calidad poética y representativa de la cultura ecuatoriana, destacándose su unidad expresiva y la exploración de temas íntimos y filosóficos que consolidan su estilo.
Por último su novela, "Andariegos", dedicado a Leopoldo Panero, profundiza en la psicología de los personajes, influenciada por la fenomenología y el psicoanálisis que surgieron como como alternativa al positivismo a inicios del siglo XX. Presenta monólogos interiores y una prosa rica, narrando un crimen y las pasiones humanas involucradas. A través de un diálogo inicial, anticipa críticas y desarrolla la trama de forma no lineal, explorando las motivaciones y la complejidad psicológica. Recibida positivamente, destaca por su estilo, análisis ético-político y su carácter introspectivo, diferenciándose del realismo social ecuatoriano y contribuyendo a la nueva narrativa ecuatoriana.

#### Épica y poesía religiosa

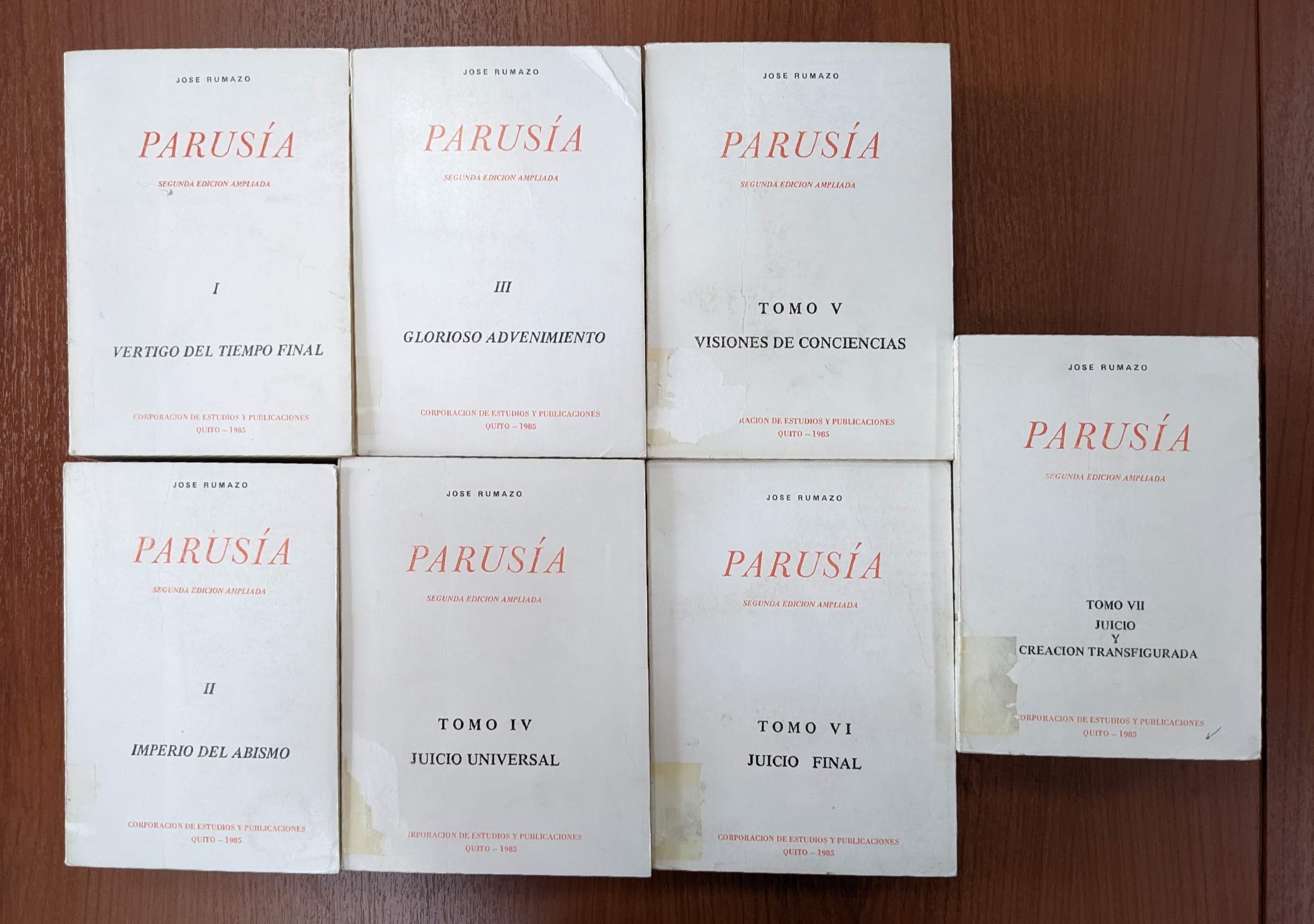
Los siete tomos de Parusía

A pesar de que su obra literaria fue abundante, el principal libro dentro de su carrera fue su poema épico "Parusía". El título de la obra trata sobre la escatología, la serie de creencias compartidas generalmente en religiones (en el caso de José Rumazo el cristianismo) acerca del fin de la historia y el destino del universo. El poema, inspirado en el milenarismo de Manuel Lacuzna y Días, está escrito en versos endecasílabos en su mayoría y fue publicado en siete tomos titulados: 
1. El vértigo del tiempo final
2. El imperio del abismo
3. El glorioso advenimiento
4. El juicio universal
5. La visiones de conciencia
6. El juicio final
7. El juicio y creación transfigurada

Sus últimos años dedicaría a reeditar sus escritos. Sus poemas fueron publicados nuevamente en una antología titulada "Ecos del silencio" en 1987. Asimismo, "Parusía" se publicaría en tres ediciones, en 1960, 1972 y 1985. Según su propio testimonio, nunca pensó que el poema sería tan largo. Cuando empezó a escribirlo en Honduras, dedicaba una o dos horas diarias después de haber atendido todo lo relacionado con su trabajo como embajador. Sin embargo, después continuó escribiendo hasta que se completó la primera edición en cuatro tomos en 1972. Para entonces lo presentó a gente cercana para que lo leyera como el padre Juan Larrea Holguín. Esta publicación ya causó asombro por su "densidad, fondo y espíritu". La primera edición de cuatro tomos tenía cerca de 135 mil endecasílabos y ya era considerada como "la epopeya más extensa que se haya ensayado en la literatura de habla hispana" y que le convertían en un "poeta oceánico, de creación gigante" porque Parusía "no hallará paralelo en la literatura hispánica, por su fecundidad en el verso: consagración y devoción plenas a la cultura y a la mística." Recibió reconocimiento internacional, y fue incluida en el tomo uno del "International Christian Literature Documentation Project"  así como en el "Bibliographic Guide to Latin American Studies" como un ejemplo importante de poesía épica escatológica.
No obstante, Rumazo sintió la necesidad de continuarlo, lo que se materializaría en la segunda edición ampliada en siete tomos y con cerca de 240 mil endecasílabos, publicado en 1985 y que sería dedicada al Papa Juan Pablo II durante su visita a Ecuador, donde también bendeciría la Basílica del Voto Nacional, símbolo de la consagración de Ecuador al Sagrado Corazón. Sin embargo, el sentimiento de que no había terminado la obra seguía presente. En sus palabras, "Cuando terminé el último verso, sentí la sensación de que no estaba escrito todo: siempre quedan inseguridades y anhelos". Dos años más tarde, en 1987 sería merecedor del Premio Nacional Eugenio Espejo en la rama de "Literatura". Este premio es el mayor galardón existente en su país. Por su obra sería considerado el "Dante Alighieri de Ecuador" y también "Digno émulo de Homero, Virgilio y Dante". Rumazo se veía asimismo como un continuador de la tradición de poesía épica cristiana, siguiendo la obra "El paraíso perdido" de John Milton.
En palabras de Rumazo González:

Si en la Revelación existen dos extremos: el Génesis y el Apocalipsis, y si el primero ya fue cantado por Milton, queda al poeta la posibilidad de cantar el último acto, refiriéndose con él a toda la humanidad, aún a lo no acontecido pero que consta en las profecías.
José Rumazo sobre la Parusía y El paraíso perdido

A partir de esta obra se editaría la antología titulada "La sinfonía del cosmos", que se articula en veinte partes que exploran la creación y la armonía cósmica, presentando el universo como una sinfonía donde los astros son instrumentos y la séptima dimensión es la música celestial. El libro fue además bien recibido y se publicó el estudio titulado "La belleza formal y el sentimiento popular en la epopeya "Parusia" de José Rumazo González" por Lus Ruiz Martínez, como parte de la "Revista Imbabura". El poema además sería alabado por Hernán Rodríguez Castelo, crítico literario que había seguido el proceso de publicación desde su primera edición.
La publicación de su obra alcanzó impacto internacional y fue reproducido por The Straits Times importante periódico en Signapur que le dedicaría una noticia titulada "Un poema de 5.000 páginas podría ser el más largo del mundo" el 30 de junio de 1986. También sería tomado en cuenta como un libro importante para los estudios latinoamericanos en el "Handbook of Latin American Studies" y en Alemania sería incluido en el extenso estudio de cinco siglos de la literatura hispanoamericana titulado "Columbus zwischen zwei Welten", así como en el estudio "Lauf und Wahn" de Günter Herburger. Incluso otras organizaciones religiosas como los Testigos de Jehová le dedicarían una nota en su publicación "Observando el mundo, ¡Despertad! 1986". A pesar de esto, el número de personas que ha leído su obra sigue siendo reducido. Por esta razón se consideró que "la gloria de José Rumazo no será patrimonio de este siglo. La providencia, a tanto esfuerzo y glorificación de Dios, debe tenerle reservado un alto destino. Pues dicen que Dios paga el uno por mil."
Sus publicaciones no terminarían después de esto. En 1988, sus ensayos sería recogidos en el libro "Sendas y encuentros". A esto le seguirían dos poemarios de temática religiosa, el primero publicado en 1989 bajo el título de "Claridades en vislumbres" y el segundo en 1991 con el título de "Hacia lo inefable".
Su obra final también sería recibida de manera positiva por la crítica. En específico, sobre "Claridades en vislumbres", Rodríguez Castelo destacaría la "garra visual metafórica" y el verso corto sobre el largo; además de la exactitud conceptual y ortodoxia:

¿Qué aporta a la lírica de la década (de los ochenta) el poeta que a comienzos de los 30 tentó innovar la teoría poética postmodernista con su "Antimetaforismo" y pesó en un grupo de poetas jóvenes que ocuparían destacada posición en la lírica por los cincuenta? El mero recuento de los títulos de las secciones señala la dirección en que avanza esta poesía: Hacia las claridades, Hacia Dios Creador, El mundo creado y el hombre, El misterio incomprensible de Dios, Naturaleza y revelación... Resultaba empresa gigantesca insuflar vibración lírica a tan ingente masa de materia intelectual. El poeta de "Raudal" muestra a trechos que conserva garra visual metafórica, y en el verso corto logra respuestas poéticas a ideas que invitan a la reflexión, que incitan, que turban (son estas tiradas de octosílabos que tienen el tono fresco de la poesía sapiencial popular). Pero el verso mayor y el empaque discursivo acaban con la incisividad y nervio lírico y llevan la empresa a un callejón sin salida. Lo único que se salva es el acierto para decir, en lugares, con verso ágil y palabra exacta, ciertos conceptos. ¡Pero son esos conceptos tan ortodoxamente conservadores, tan ajenos a los grandes temas sacros de la poesía —como la muerte de Dios, Dios en lo hondo del mal…—, que el hombre contemporáneo se siente expulsado de este paraíso, sin nostalgia alguna y feliz de haber mordido la carnosa manzana del árbol del mal!
Rodríguez Castelo - La lírica en la década 1979-1989

## Legado

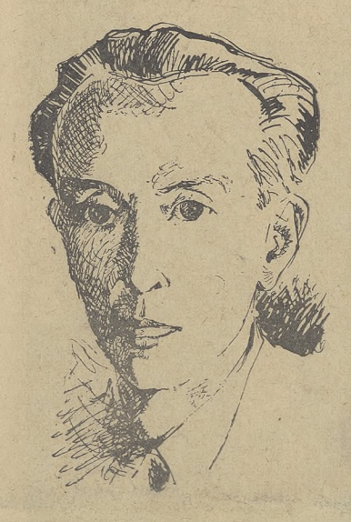
José Rumazo González en 1951 en España

La obra de Rumazo González tiene dentro del espacio de su generación una apertura muy dignificante y significativa tanto por sus investigaciones en el campo de la paleografía, como en al mundo de la diplomacia y sobre todo en el de la poesía.
Su trabajo en el archivo municipal que terminaría con la edición del "Libro verde" fue destacado por el paleógrafo Enrique Ortega Ricarte en la editorial "Registro del Mundo" de Colombia:

Este valioso concepto del Libro Verde, aplicado a «Cabildos de Quito», fiel transcripción de aquél, es más que suficiente para recomendar de una vez y para siempre la adquisición, lectura y estudio de los cuatro volúmenes que hasta el presente van publicados y que, en nuestro humilde parecer, son la obra cumbre del señor Rumazo y González; su aparición ha merecido los más entusiastas aplausos de los principales centros históricos del mundo y de la prensa, tanto nacional como extranjera.
Enrique Ortega Ricaurte - Registro Municipal de Bogotá

Desde el inicio de su carrera literaria destacó, llamando la atención del poeta Jorge Carrera Andrade que a partir de sus primeras publicaciones, Proa y Altamar, ya advertía a un autor talentoso:

Ha inventado una teoría para la emoción. Tal vez no hay otro poeta ecuatoriano que represente en mayor grado el gusto de la técnica y de la modalidad neo-culterana. Ha adoptado la imagen múltiple en su libro "Altamar" (1932), creando la anfimetáfora, o metáfora desdoblada, luz y reflejo, voz y eco. La "resonancia" es al poema como la sombra al cuerpo.
Jorge Carrera Andrade - Guía de la joven poesía ecuatoriana

Su paso por España le granjeó muchos amigos, relacionados especialmente al Instituto de Cultura Hispánica. Al final de su etapa como cónsul en ese país, en Cuadernos Hispanoamericanos, la revista del instituto precedida por el médico Pedro Laín Entralgo dedicó una sección para valorar su paso por dicho país:

Acaso donde la siembra de la Hispanidad ha prendido con raíces más hondas en este Madrid, ha sido en tierra ecuatoriana, en este José Rumazo que, de un solo golpe de amor y simpatía, ha unido a dos países. Porque a los hombres las piedras mandan, y las piedras españolas y aquellas del San Francisco quiteño mandan en esta unión. Así ha podido nacer una obra como ese Elogio de Quito, que el Instituto de Cultura Hispánica se ha honrado en publicar colocando como una piedra sillar, una presencia más del mundo eterno ecuatoriano en la fábrica de la Hispanidad. Y aunque aquí entendemos que no hemos hecho otra cosa que comenzar la tarea, de aquí marchan hombres como José Rumazo a propagar esta siembra, a ser una vez más portadores del amor y de la más pura amistad hispanoamericana.
Enrique Casamayor - Cuadernos Hispanoamericanos

Con motivo de la publicación de "Parusía", el arzobispo de Cuenca, Luis Alberto Luna Tobar se expresaría de la siguiente manera  frente a la Academia Ecuatoriana de la Lengua sobre Rumazo González:

Los estudiosos de la capacidad literaria ecuatoriana, no podrán señalar hasta lo presente autor alguno que haya publicado en nuestro medio una obra de tanta envergadura poética, filosófica y teológica, como "Parusía", que entrega hoy a la Academia Ecuatoriana de la Lengua, en los siete volúmenes de su segunda edición ampliada, su expresidente, Don José Rumazo González. Casi doscientos cincuenta mil versos, entretejidos por la más honda pasión cristiana y con fuertes raíces literarias y bíblicas, podrían anonadar al que se consagre a leerlos con afán crítico; deberían acobardar al hombre hecho a devorar los anuncios trágicos de la voluminosa comunicación diaria; podrían cortar el vuelo a muchos teólogos fecundos, empeñados en hacer teología entre sus espacios de sombra larga y fortuitas luces; tendrían que reducir el aliento de ciertos filósofos y de muchos técnicos que no hallan otras dimensiones que las extensas que median entre sus estremecimientos existencialistas y un entendimiento lateral de ciertos temas.
Presentación de Parusía, Luis Alberto Luna Tobar O.C.D.

## Afiliaciones y méritos

### Institutos de historia
- Academia Nacional de Historia de Ecuador
- Academia de Historia de España
- Academia Colombiana de Historia
- Consejo Superior de Investigaciones Científicas

### Instituciones culturales
- Academia Ecuatoriana de la Lengua (11.° director 1975-1984)
- Instituto de Cultura Hispánica (presidente 1953-1957, 1963-1969)
- Casa de la Cultura Ecuatoriana
- Sociedad Bolivariana

### Méritos
- Premio de la Academia Nacional de Historia de Ecuador en 1933
- Gran Oficial de la Orden Nacional al Mérito en 1976
- Encomienda de Número de la Orden de Isabel la Católica de España
- Encomienda con Placa de la Orden Civil de Alfonso X el Sabio de España
- Gran Cruz de la Orden de la Cruz del Sur del Brasil
- Gran Cruz de la Hispanidad de Instituto Ecuatoriano de Cultura Hispánica
- Premio Nacional Eugenio Espejo en 1987

## Listado de obras

### Historia
Investigaciones históricas

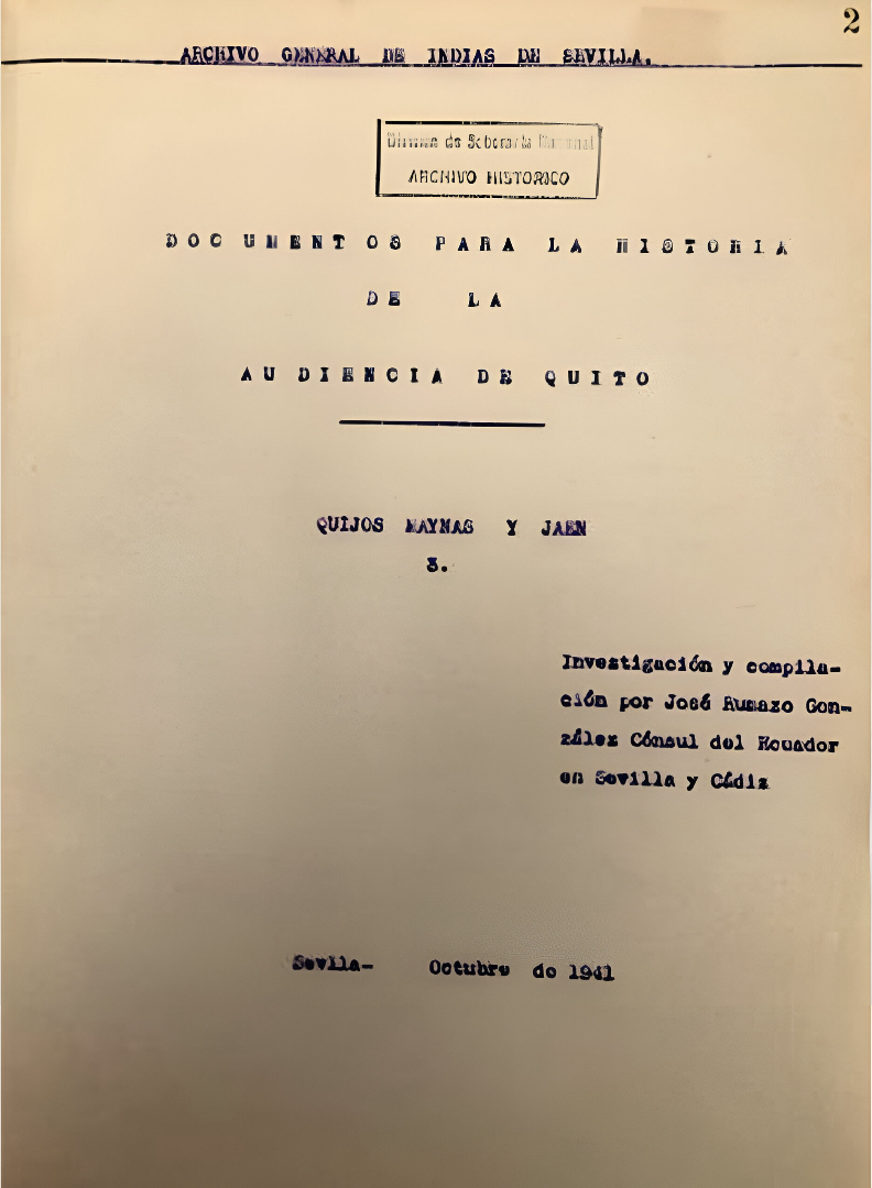
"Documentos para la historia de le Audiencia de Quito", compilación que haría Rumazo y cedería al Banco Central con lo que se crearía el "Fondo Rumazo"

- 1933: El Ecuador en la América Prehispánica, 284 pp.
- 1946: La región amazónica del Ecuador en el siglo XVI, 311 pp.

Paleografía y archivística
- 1934: Libros Primero y Segundo del Cabildo de Quito (El libro verde) 535 pp. y 404 pp.

- 1958: Documentos para la Historia de la Audiencia de Quito. Maldonado, 8 vol.

Publicaciones en revistas académicas
- 1931: El Capitán Don Pedro de Puelles y los primeros Gobernadores de Quito. Contribución del Archivo del Concejo. (Gaceta Municipal, Año XVI, N.º 43, pp. 137-156). Quito.
- 1931: La llegada de Lorenzo de Aldana a Quito. Rectificación de una fecha. (Gaceta Municipal, Año XVI, Nros. 45 y 46, pp. 244-250). Quito.
- 1931: Las Sociedades Preincaicas en el Ecuador. (Gaceta Municipal, Ano XVI, N.º 41, pp. 54-56). Quito.
- 1932: Las fundaciones de Santiago y de San Francisco de Quito y algunos datos sobre la vida económica en aquellos años. 1534-1554. (Gaceta Municipal, Año XVII, N.º 49, LIV pp.) Quito.
- 1934: Los Legajos de la Audiencia de Quito en el Archivo de Indias. (Gaceta Municipal, Año XIX, N.º extraord. 79, pp. 86-93). Quito.
- 1936: Comunicaciones a la Academia Nacional de Historia sobre documentos históricos de los Archivos de España. (Boletín, T. XIII, Nros. 36-39, pp. 104-115; T. XIV, N.º 40-41, pp. 125-130). Quito.
- 1937: La ciudad de San Gregorio de Puerto Viejo. (Bol. de la Acad. Nal. de Hist., T. XVI, Nros. 46-49, pp. 67-85. Reproducido en Gaceta Municipal, Año XXIII, N.º 88). Quito.
- 1943: Llegada de la Misión Geodésica Francesa al Ecuador. Sevilla, 1943. 4°, 13 pp.
- 1945: Guayaquil alrededor de 1809. (Bol. de la Acad. Nal. de Hist., Vol. XXV, N.º 66, pp. 220-252). Quito.
- 1960: Maldonado, Prosistas de la colonia, Biblioteca Ecuatoriana Mínima, 50 pp.

### Poesía
- 1930: Proa 227 pp.
- 1932: Altamar 198 pp.
- 1949: Raudal 129 pp.
- 1950: Soledades de la sangre 64 pp.
- 1950: El amor soñado en la muerte 101 pp.
- 1960 - 1985: Parusía I, Vértigo del tiempo final, 812 pp.
- 1960 - 1985: Parusía II, Imperio del abismo, 802 pp.
- 1960 - 1985: Parusía III, Glorioso advenimiento, 803 pp.
- 1960 - 1985: Parusía IV, Juicio universal, 842 pp.
- 1960 - 1985: Parusía V, Visiones de conciencia, 818 pp.
- 1960 - 1985: Parusía VI, Juicio final, 816 pp.
- 1960 - 1985: Parusía VII, Juicio y creación transfigurada , 836 pp.
- 1987: Ecos del silencio (antología) 774 pp.
- 1989: Claridades en vislumbres, 407 pp.
- 1991: Hacia lo inefable, 332 pp.

### Prosa
- 1932: El nuevo clasicismo en la poesía, (ensayo), 41 pp.
- 1934: Aragón, Sacristán y Anselmo, (cuentos), 44 pp.
- 1956: Andariegos, (novela) 607 pp.
- 1958: Sevilla del oro y La leyenda del cacique dorado, (drama) 123 pp.
- 1988: Sendas y encuentros, (ensayos) 1138 pp.

### Crítica de arte
- 1929: Del romanticismo a la intelectualización del arte
- 1930: La Exposición “Mariano Aguilera”. Caracteres del Arte nacional. Pinto y Mideros, etc. (Gaceta Municipal, Año XI, N.º 32, pp. 72-82). Quito.
- 1937: Víctor Mideros, (crítica) 46 pp.

### Prólogos
- 1931: Prólogo a "Historia Patria" de Belisario Quevedo
- 1962: Prólogo a "Araceli, piedra del cielo" de Enrique M. Villasís
- 1963: Prólogo a "Once Ensayos" de Alfredo Ponce Ribadeneira
- 1977: Prólogo a "Metanoia de Juan Montalvo" de Jorge Isaac Cazorla
- 1990: Prólogo a "Clave bien temperado y otros poemas" de Juan Fernando Páez Terán